# Louis IV de Hesse-Marbourg

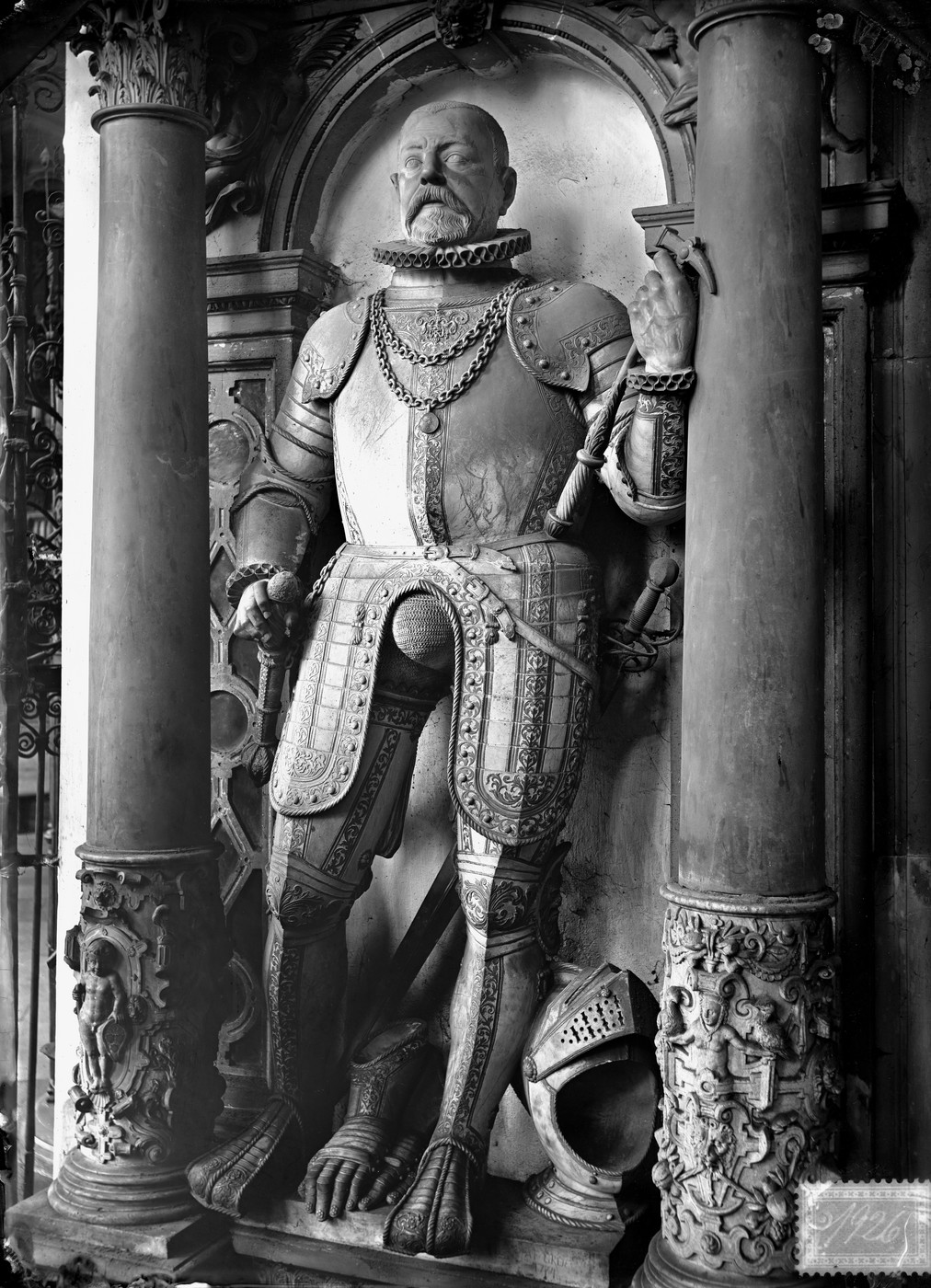
Statue de Louis IV à Marbourg.

Pour les articles homonymes, voir Louis IV.
Louis IV, surnommé « l'Aîné », est né le 27 mai 1537 à Cassel et mort le 9 octobre 1604 à Marbourg. Il est landgrave de Hesse-Marbourg de 1567 à sa mort.

## Biographie
Louis IV est le deuxième fils du landgrave Philippe Ier de Hesse et de son épouse Christine de Saxe. Le 10 mai 1563, il se marie à Stuttgart avec Edwige (1547-1590), fille du duc Christophe de Wurtemberg. Veuf, il se remarie le 4 juillet 1591 à Marbourg avec Marie, fille du comte Jean Ier de Mansfeld-Hinterort. Il n'a pas d'enfants.
À la mort de Philippe Ier, ses quatre fils se partagent le landgraviat de Hesse. Louis obtient la Hesse-Marbourg, avec les villes de Marbourg et Giessen. Il meurt en 1604 et est inhumé en l'église paroissiale luthérienne de Marbourg. Comme il n'a pas d'enfants, ses terres sont partagées entre ses neveux Maurice de Hesse-Cassel et Louis V de Hesse-Darmstadt.